# 札达蟾蜍
札达蟾蜍（学名：Bufotes zamdaensis）一种于中华人民共和国西藏自治区札达县地区发现的两栖动物，隶属于蟾蜍科漠蟾属。本种最开始被鉴定为绿蟾蜍（Bufo viridis），1999年中国研究人员根据形态和地理环境的差异，认定为新种。2019年，有研究人员通过系统发育学研究认为本种是 Bufotes pseudoraddei 的同物异名。其种加词“zamdaensis”意为“西藏自治区札达县的”。

## 形态特征
札达蟾蜍雄蟾体长49～65豪米。皮肤粗糙。雄蟾身体背面呈橄榄、浅绿或灰色，有少数深色斑；腹面为乳白色。

## 保护
本种于2023年被收录入《有重要生态、科学、社会价值的陆生野生动物名录》。